# Октябрьский (Камышловский район)
Октябрьский — посёлок в Камышловском районе Свердловской области России, входит в состав «Обуховского сельского поселения».

## Географическое положение
Посёлок Октябрьский муниципального образования «Камышловский муниципальный район» расположен в 18 километрах (по автотрассе в 20 километрах) к западу-юго-востоку от города Камышлов, около истока реки Морной Лог (левый приток реки Большая Калиновка). В окрестности посёлка, в 1 километре к югу проходит Сибирский тракт.

## История посёлка
В настоящий момент посёлок входит в состав муниципального образования «Обуховское сельское поселение».

## Население
| 2002 | 2010 | 2021 |
| ---- | ---- | ---- |
| 698  | ↗723 | ↘571 |